# بيتر كوين (لاعب كرة قدم)
بيتر كوين (بالإنجليزية: Peter Coyne)‏ هو لاعب كرة قدم بريطاني، ولد في 13 نوفمبر 1958 في مانشستر في المملكة المتحدة. لعب مع أشتون يونايتد وسويندون تاون وماكليسفيلد تاون ومانشستر يونايتد ونادي ألدرشوت ونادي كرو ألكساندرا ونادي هايد إف سي.